# Mirosław Pisarkiewicz
Mirosław Pisarkiewicz (ur. 5 stycznia 1963 roku w Zgierzu) – polski literat, historyk regionalista, nauczyciel. W latach 2016-2023 członek Związku Literatów Polskich - Oddział w Słupsku. Od 2023 roku należy do Oddziału Wielkopolskiego Związku Literatów Polskich w Kaliszu.

## Życiorys
W latach 1963 - 2008 byl mieszkańcem Łęczycy. Ukończył historię na Uniwersytecie Łódzkim, studia podyplomowe z historii najnowszej i wiedzy o społeczeństwie na Uniwersytecie Mikołaja Kopernika w Toruniu, studia podyplomowe z zarządzania w oświacie i dydaktyki przedsiębiorczości na Akademii Ekonomicznej w Katowicach, Szkołę Podchorążych Rezerwy OC w Węgorzewie oraz The International School for Holocaust Studies w Instytucie Jad Waszem w Jerozolimie.
Zajmuje się badaniem zabytkowych cmentarzy oraz historią gmin żydowskich, prasy lokalnej i szkolnej. Uprawia także krytykę literacką, fotografię i rysunek.
Odznaczony Srebrnym i Złotym Krzyżem Zasługi oraz odznakami: Zasłużony Działacz Kultury i Zasłużony dla Kultury polskiej. W 2004 otrzymał nagrodę pierwszego stopnia Rektora Uniwersytetu Łódzkiego, jako współautor książki Łęczyca. Dzieje miasta w średniowieczu i w XX wieku. W 2007 uzyskał stypendium twórcze Ministra Kultury i Dziedzictwa Narodowego. W 2005 zdobył I miejsce w konkursie prozatorskim im. Szaloma Asza. Wielokrotnie nagradzany w konkursach poetyckich, m.in. w 2000 I nagrodą w konkursie franciszkańskim „Brat całego świata” w Zielonej Górze, a w 2012 I nagrodą w konkursie „O Wawrzyn Sądecczyzny” w Nowym Sączu. Współautor książki Nekropolie Łęczycy (Łęczyca 2013), która otrzymała w 2014 „Złoty Ekslibris” Biblioteki Wojewódzkiej im. Marszałka J. Piłsudskiego w Łodzi. W maju 2016 otrzymał Nagrodę „Superekslibris” przyznawaną przez Bibliotekę Wojewódzką im. Marszałka J. Piłsudskiego w Łodzi „za całokształt publikacji o Ziemi Łódzkiej”.
Członek Towarzystwa Naukowego Płockiego (1990-2023) – przez trzy kadencje wiceprzewodniczący zarządu oddziału TNP w Łęczycy oraz Towarzystwa Miłośników Ziemi Łęczyckiej (członek Zarządu w latach 1987–1991, od 2014 Honorowy Członek TMZŁ). W 1993 i 1995 redaktor naczelny dwutygodnika „Ziemia Łęczycka”. Do 2005 członek redakcji „Posłańca Bernardyńskiego”. Do 2010 redaktor naczelny dwumiesięcznika oświatowego „Szkolne Wieści”. Organizator Festiwali Gazetek Szkolnych w Sieradzu. W 1994 sekretarz Komitetu Ochrony Pamięci Walk i Męczeństwa w Łęczycy (delegowany przez Muzeum w Łęczycy, gdzie pracował jako asystent muzealny). W latach 1995–1998 przewodniczący Komitetu Ratowania Zabytków Cmentarza Parafialnego w Łęczycy. W latach 1991–1993 wiceprzewodniczący Komitetu ratowania Cmentarza Ewangelicko-Augsburskiego w Łęczycy. W latach 2009–2010 wiceprzewodniczący Społecznego Komitetu Ratowania Sieradzkich Nekropolii. W latach 2008–2017 członek Rady Muzeum w Łęczycy. Członek Rady Duszpasterskiej Parafii NP NMP w Łęczycy (oo. Bernardyni). Współzałożyciel Polskiego Stowarzyszenia Prasy Lokalnej i Stowarzyszenia „Kreatywny Sieradz”. Przez wiele lat był członkiem AMORC i Stowarzyszenia Autorów Polskich. W 1993 kandydował do Sejmu RP z listy Kongresu Liberalno-Demokratycznego. Od 2009 do 2019 członek Stowarzyszenia Prasy Lokalnej. Od 2012 należy do Partii Dobrego Humoru.
Nauczyciel dyplomowany (specjalista II stopnia) – w 1987 roku pracował w Płocku zatrudniony przez Komendę Wojewódzką OHP w Oddziale Obrony Cywilnej; w latach 1988–2006 nauczyciel szkół w Łęczycy (SP nr 2, Gimnazjum, LO);w latach 2006-2021 nauczyciel-konsultant Wojewódzkiego Ośrodka Doskonalenia Nauczycieli w Sieradzu.
Jeden z bohaterów książki Agaty Tuszyńskiej Rodzinna historia lęku, Kraków: Wydawnictwo Literackie, 2005.
Mąż malarki Ewy Golińskiej-Pisarkiewicz. W latach 1963–2008 był mieszkańcem Łęczycy. Obecnie mieszka w Sieradzu.

## Twórczość
Tomiki wierszy
- Antyherostrates, Łódź 1985
- Pozorne piękno, Łęczyca 1987
- Zmartwychwstanie jaskółki, Warszawa 1992
- Kolekcjoner obłoków, Łęczyca 1996
- Dom nad Bzurą, Podłężyce 2005
- Złodziej tataraku, Piła 2007
- Wiersze wybrane – Wyjście, Łęczyca 2011
- Księga powtórzonego istnienia, Kraków 2016
- Błękit bywa zielony, Kraków 2016
- Finisaż, Kraków 2016
- Pamiętnik z wiatru, Kraków 2016 (wyd. 2 – Kraków 2017)
- Po drugiej stronie tłumu, Kraków 2016
- Obłok w paski, Kraków 2017
- Przypowieść o ciszy, Kraków 2018
- Gniazdo wędrowne, Kraków 2018
- Rzecz o niezapisanych wierszach. Kraków 2018
- Wierzę Bogu, Kraków 2021
- Krawędź, Kraków 2021
- Poroniłam noc, Kraków 2022
- Spóżnione niebo, Kraków 2024
- Listy do ptaków, Kraków 2024

Zbiory opowiadań
- Chłopiec z ulicy Żydowskiej, Warszawa 2007
- Legendy Rodowa, Kraków 2016 - 2018 (sześć wydań)
- Św. Icek, Kraków 2016 (dwa wydania)
- Zapiski z każdej strony okna, Kraków 2017 (dwa wydania)
- Rzecz o niezapisanych wierszach (wiersze i miniatury prozą), Kraków 2018
- Pan Beneyto, Kraków 2019
- Pan Beneyto i wiśnie, Kraków 2019
- Autentycznie nieprawdziwe opowieści o Panu Beneyto, Kraków 2019
- Pani K i Słoń C, Kraków 2019/2020 (dwa wydania)
- Bajanki i bajadurki, Kraków 2020
- Imbryk, Kraków 2022
- Pan Beneyto i Pan Boo, Kraków 2023
- Droga do Rethymnonu, Kraków 2023
- Pan Beneyto i cóż!?, Kraków 2024
- Gorzkie bajki, Kraków 2025

Inne książki
- Z dziejów gmin żydowskich w Łęczycy, Burzeninie i Złoczewie, Kraków 2016
- Groby żołnierskie z 1914 roku w Ziemi Łęczyckiej i Sieradzkiej, Kraków 2016
- Groby szlacheckie i ziemiańskie na polskich cmentarzach, Kraków 2016
- Szkice deszczem (recenzje i eseje), Kraków 2016
- Nie tylko Powązki, cz. I, Kraków 2017
- Nie tylko Powązki, cz. II, Kraków 2018
- Nie tylko Powązki, cz. III, Kraków 2018
- Nie tylko Powązki, cz. IV, Kraków 2019
- Nie tylko Powązki, cz. V, Kraków 2019
- Opowieści starej Łęczycy, Kraków 2018
- Inne opowieści starej Łęczycy, Kraków 2018
- Szkice z dziejów prasy łęczyckiej i sieradzkiej, Kraków 2019
- współautor około 20 książek o dziejach Łęczycy, m.in. Historii grobami pisanej – monografii cmentarza rzymskokatolickiego w Łęczycy (wydania z lat: 2004 i 2014).
- "Mazurowscy", najnowsza książka M. Pisarkiewicza, to szkic genealogiczny o sieradzkim rodzie Mazurowskich herbu Ślepowron. Kraków 2024.

Wiersze, opowiadania, recenzje i artykuły naukowe z zakresu historii i regionalizmu autorstwa Mirosława Pisarkiewicza były tłumaczone na języki: włoski, węgierski, serbski, macedoński, chorwacki, telugu, niemiecki i angielski, hiszpański i czeski. Opublikowano je w ponad 150 almanachach, antologiach krajowych i zagranicznych oraz naukowych i popularnonaukowych wydawnictwach zwartych.